# Corisco (isola)
Corisco, o Mandj, è una piccola isola della Guinea Equatoriale, di appena 14 km², che si trova 29 km a sudovest dell'estuario del fiume Muni che segna il confine con il Gabon.
Originariamente abitata dalle tribù Benga, Corisco è stata comprata dalla Spagna nel 1843.
Nella prima parte del XX secolo fece parte dell'amministrazione coloniale spagnola di Elobey, Annobon, e Corisco; la riva settentrionale appartenne alla Guinea spagnola, mentre la rimanente al Gabon. È diventata parte integrante della Guinea Equatoriale con l'indipendenza.
Corisco e le acque circostanti di Corisco Bay sono diventati oggetto di interesse e dispute territoriali negli ultimi anni per il loro petrolio. Un consorzio di Elf Aquitaine e Petrogab ha iniziato nel 1981 l'esplorazione delle acque in mare aperto nelle vicinanze. La zona è disputata con il Gabon a causa del valore percepito del petrolio. Nel febbraio 2003 il ministro della Difesa del Gabon Ali-Ben Bongo Ondimba (figlio dell'allora Presidente Omar Bongo) visitò l'isola, rivendicandone la territorialità. Il 19 maggio 2025, la Corte internazionale di giustizia ha emesso la sentenza che sancisce la titolarità legale delle isole Mbanié, un'isola di circa trenta ettari, e di due isolotti più piccoli, Cocotiers e Conga. era detenuto dalla Spagna, che poi lo trasferì alla Guinea Equatoriale quando ottenne l'indipendenza nel 1968, non al Gabon.